# Кореау
Кореау (порт. Coreaú)  —  муниципалитет в Бразилии, входит в штат Сеара. Составная часть мезорегиона Северо-запад штата Сеара. Входит в экономико-статистический  микрорегион Кореау. Население составляет 21 767 человек на 2006 год. Занимает площадь 775,746 км². Плотность населения — 28,1 чел./км².
Праздник города —  24 сентября. 

## История
Город основан в 1702 году.

## Статистика
- Валовой внутренний продукт на 2003 составляет 32.731.060,00 реалов (данные: Бразильский институт географии и статистики).
- Валовой внутренний продукт на душу населения на 2003 составляет 1.562,49 реалов (данные: Бразильский институт географии и статистики).
- Индекс развития человеческого потенциала на 2000 составляет 0,591 (данные: Программа развития ООН).